# GK1C-B型柴油机车
GK1C-B型柴油机车是中国资阳内燃机车厂为地方工矿企业设计制造的一款调车及小运转用液力传动柴油机车，于1998年研制成功并投入批量生产，适用于铁路、冶金、石化、港口、地方铁路的调车和小运转作业，用户包括中国石油锦西石化、广东三茂铁路、永耒地方铁路等。
GK1C-B型柴油机车是在GK1C型机车的基础上，根据工矿企业技术要求而设计的1500马力、25吨轴重液力传动工矿柴油机车。机车采用全钢电焊结构、单司机室、双侧外走廊、主车架承载的罩式车体。车体从前端至后端分为前机室、动力室、传动冷却室、司机室、后机室五个部分。机车装用一台由直列六缸、四冲程、废气涡轮增压的6240ZJD型中速柴油机，气缸直径为240毫米，活塞行程为275毫米，额定转速为每分钟1000转，标定功率为1,630马力（1,200千瓦），装车功率为1,500马力（1,100千瓦）。机车使用资阳内燃机车厂研制的ZJ4015GY型液力变速箱，并设有工况机构、液力换向和液力制动装置。机车控制电路采用可编程控制器。机车装有柴油机进气高效滤清、风源净化和预热等装置。

## 车辆保存
GK1C-B型0011号机车，曾配属广州铁路集团公司三水机务段，退役后交由广铁机车博物馆永久收藏。

## 参看
- GK1型柴油机车
- GK2型柴油机车
- GK1M型柴油机车